# Jonatan (Rudniew)
Jonatan, imię świeckie Joann Naumowicz Rudniew (ur. 1816 w guberni orłowskiej, zm. 6 października?/19 października 1906 w Jarosławiu) – rosyjski biskup prawosławny.

## Życiorys
Był synem prawosławnego psalmisty. Ukończył seminarium duchowne w Orle, a następnie w 1843 Kijowską Akademię Duchowną, uzyskując tytuł kandydata nauk teologicznych. Został skierowany do pracy w szkole duchownej w Biełgorodzie, zaś w 1846 – w seminarium duchownym w Orle. 30 września 1854 złożył wieczyste śluby mnisze, zaś 3 października tego samego roku został wyświęcony na hieromnicha. W 1855 został inspektorem seminarium duchownego w Orle. Od 1860 do 1864 był rektorem seminarium duchownego w Wołogdzie i przełożonym monasteru Przemienienia Pańskiego i św. Dymitra Priłuckiego. Od 1864 do 1866 był rektorem seminarium duchownego w Ołońcu.
4 września 1866 przyjął chirotonię biskupią z tytułem biskupa kineszemskiego, wikariusza eparchii kostromskiej. W 1869 przeniesiony na katedrę ołoniecką, zaś w 1877 został biskupem jarosławskim i rostowskim. W 1883 otrzymał godność arcybiskupią. W 1903 odszedł w stan spoczynku i zamieszkał w monasterze Przemienienia Pańskiego w Jarosławiu. Trzy lata później zmarł.